# Listă de eseiști români
Aceasta este o listă de eseiști notabili care au publicat în limba română.

## Autori români de eseuri

### Autori de eseuri literare
- Nicolae Balotă (născut în 1925)
- Ion Biberi
- George Călinescu (1899-1965)
- Matei Călinescu
- Nina Cassian (născută în 1924)
- Ștefan Augustin Doinaș
- Mircea Eliade
- Paul Goma (născut în 1935)
- Virgil Ierunca (născut în 1920)
- Adrian Marino (1921-2005)
- Constantin Noica (1909-1987)
- Alexandru Odobescu (1834-1895)
- Alexandru Paleologu (1919-2005)
- Alexandru Sever
- Eugen Simion
- Ion Vartic

### Autori de eseuri filosofice
- Vasile Conta
- Vasile Pârvan
- Paul Zarifopol (1874-1934)
- Mihail Ralea (1896-1964)
- Mircea Eliade
- Mircea Vulcănescu
- Vasile Chira (n.1962)
- Emil Cioran (1911-1995)
- Petre Pandrea
- Mihai Șora
- Nicolae Steinhardt (1912-1989)
- Petre Țuțea (1902-1991)
- Octavian Paler
- Andrei Pleșu (născut în 1948)
- Gabriel Liiceanu (născut în 1942)
- Ioan Petru Culianu (1950-1991)
- Horia-Roman Patapievici (născut în 1957)
- Andrei Oișteanu
- Sorin Antohi
- Andrei Cornea
- Cristian Bădiliță
- Theodor Baconsky

### Autori de eseuri sociologice
- Mihai Botez
- Silviu Brucan
- Andrei Cornea
- Andrei Corbea
- Constantin Dobrogeanu-Gherea
- Caius Dobrescu
- Mihai Eminescu
- Sorin Adam Matei
- Alexandru Mușina
- Andrei Oișteanu
- Cristian Preda
- Radu Rosetti
- Alexandru D. Xenopol
- Ștefan Zeletin

## Alți eseiști români
- Neagoe Basarab
- Dimitrie Cantemir (1673-1723)
- Nicolae Milescu (1639-1714)
- Dinicu Golescu
- Simion Florea Marian (1847-1907)
- Paul Zarifopol (1874-1934)
- Mihail Ralea (1896-1964)
- Petre Țuțea (1902-1991)
- Vasile Pârvan
- Ion Pachia-Tatomirescu
- Constantin Noica (1909-1987)
- Emil Cioran (1911-1995)
- Nicolae Steinhardt (1912-1989)
- Alexandru Paleologu (născut 1919)
- Nicolae Balotă (născut 1925)
- Paul Goma (născut 1935)
- István Angi (n. 1933)
- Ioan Petru Culianu(1950-1991)
- Gabriel Liiceanu (născut 1942)
- Andrei Pleșu (născut 1948)
- Horia-Roman Patapievici (născut 1957)
- Ioan Mihai Cochinescu
- Dan Culcer
- Dan Petrescu
- Sorin Alexandrescu
- Ion Vartic
- Mircea Muthu
- Ion Vlad
- Sorin Adam Matei
- Grete Tartler
- Ana Stanca Tabarasi
- Petre Anghel (născut 1944)
- Mircea Ciobanu  (1940-1998)
- Pavel Chihaia  (1922-1998)
- Adrian Dinu Rachieru
- Ioan Mihai Cochinescu
- Ioana Em. Petrescu
- Ștefan Borbély
- Dan Culcer
- Dan Petrescu
- Ion Vianu
- Paul Lampert (născut în 1930)
- Sorin Alexandrescu
- Ion Bogdan Lefter
- Mircea Muthu
- Grete Tartler
- Mircea Ciobanu (1940-1998)
- Pavel Chihaia (1940-1998)
- Adrian Dinu Rachieru
- Marta Petreu
- Irina Petraș (născută în 1947)
- Ruxandra Cesereanu (născută în 1963)
- Laura Pavel (născută în 1968)
- Paul Cernat (născut în 1972)
- Corin Braga
- Liviu Antonesei
- Caius Dobrescu (născut în 1966)
- Traian Ungureanu